# Obleț
Oblețul sau obletele, soreanul (Alburnus alburnus) este un pește bentopelagic dulcicol sau salmastricol de 10–19 cm lungime, din familia ciprinidelor din apele curgătoare sau stătătoare adânci din Europa: de la Marea Baltică până în Alpi, Marea Neagră și Caucaz, iar spre Răsărit până la Urali. În România, se întâlnește mai în toate apele: Dunărea, cu bălțile ei, cursul inferior al râurilor Siret, Prut, Mureș, Olt, Cibin, Cerna, Vedea, Teleormanul, Ialomița etc. În Republica Moldova este un pește comun în bazinul fluviului Nistru și Prut. Stă la suprafață, în cârduri. Are corpul alungit, comprimat lateral și acoperit cu solzi cicloizi mici, strălucitori și caduci (se desprind ușor). Acesta are: capul mic ochii mari, gura terminală, îndreptată oblic în sus, lipsită de mustăți. Înotătoarea dorsală așezată la mijlocul spatelui are baza scurtă și începe mai aproape de verticala anterioară a înotătoarei anale decât de aceea a înotătoarei ventrale. Înotătoare anală alungită și începe sub capătul posterior al înotătoarei dorsale sau chiar înaintea verticalei acesteia. Înotătoarea caudală adânc bifurcată, cu lobii aproape egali. Linia laterală este întreagă și curbată. Coloritul corpului este verzui sau albăstrui pe spate și alb-argintiu pe laturi și abdomen. Înotătoarea dorsală și caudală sunt cenușii, celelalte înotătoare sunt albe, iar în epoca de reproducere bat în portocaliu. Irisul este argintiu sau gălbui, cu pete cenușiu-închis. Se hrănește cu plancton, cu crustacee, larve de insecte, etc. Are o preferință specială pentru insecte (muște, himenoptere), pentru prinsul cărora sare deseori din apă. Depune icrele în lunile mai-iulie. Locurile preferate pentru pontă sunt apele foarte puțin adânci, cu multă iarbă și vegetație, de rădăcinile cărora se prind icrele, lipicioase. Rareori, își depune icrele direct pe nisipul fundului. Are valoare economică ridicată. Carnea este potrivit de gustoasă, fadă, moale, cu multe oase și se întrebuințează la prepararea ciorbei; se mai gătește și sub formă de saramură, dar și prajiți cu mujdei și mamaligă (la fel ca hamsiile). În țările mediteraniene, mai ales în Franța, din solzii strălucitori de pe burta acestui pește se extrage o substanță argintie, sidefie («essence d'Orient»), ce servește pentru fabricarea perlelor artificiale.